# Slaget om Wake Island
Slaget om Wake Island stod mellan USA och Japan under andra världskriget, under den inledande fasen av stillahavskriget. Japan anföll Wakeöarna i Stilla havet samtidigt som de anföll Pearl Harbor, 8 december 1941. Försvararna höll ut till 23 december innan de kapitulerade, och deras envetna försvar mot de överlägsna japanska styrkorna fick stort symbolvärde i USA. Anfallsstyrkan förlorade två jagare, två transportfartyg och en ubåt i slaget. 
Japanerna höll ön ockuperad till krigsslutet och garnisonen kapitulerade utan strid 4 september 1945. 